# Castillo de Numão
El Castillo de Numão se encuentra en la aldea del  mismo nombre, parroquia y municipio de Vila Nova de Foz Côa, distrito de Guarda, en Portugal.
En el lado este de la Sierra de Lapa, actualmente inscrita en el Sitios de arte rupestre prehistórico del valle del Coa y de Siega Verde, desde sus murallas se pueden ver los castillos de Ansiães,  Castelo Melhor, Castelo Rodrigo, Ranhados y Penedono.
El Castillo de Numão está clasificado como Monumento Nacional desde 1910.

## Historia

### Historia temprana
Las primeras evidencias de asentamientos humanos se remontan a la prehistoria, en el período Neolítico. Se cree que los lusitanos vivieron aquí y más tarde se convirtieron en súbditos del Imperio Romano. Con la invasión musulmana de la península ibérica, un fuerte vio su construcción allí.

### La época medieval
Durante el contexto de la reconquista cristiana de la región, la fortaleza y algunas otras en las regiones pertenecían a un hombre llamado Chamoa Rodríguez. En la época de la Reconquista Cristiana, aquí existía un castillo, que junto con otros en la región fronteriza oriental, pertenecía a D. Chamoa Rodrigues, que donó, a través de su tía, la Condesa Mumadona Dias, el Monasterio de Guimarães (960 ).
Retomada por las fuerzas musulmanas en el año 1000, la aldea fue posteriormente devastada por los hermanos Tedom y Rausendo Ramires en 1030, sólo para ser reconquistada por Fernando Magno en 1055 o 1056. En este período, el castillo se encuentra entre los bienes inventariados pertenecientes al Monasterio de Guimarães en 1059.
Con la independencia de Portugal, Alfonso I de Portugal (1112-1185) donó sus dominios a su hermano, Fernando Mendes de Braganza. El noble, el 8 de julio de 1130, concedió una carta a la ciudad, llamada Civitate Noman y promovió la reconstrucción del castillo.
Más tarde, bajo el reinado del hijo y sucesor de Afonso, Sancho I de Portugal (1185-1211), se completaron las grandes obras de recuperación de las murallas y la construcción de la torre principal, con una inscripción epigráfica (hoy perdida) de 1189.
Bajo el reinado del rey  Sancho II (1223-1248), las zonas de Numão y su castillo fueron donadas temporalmente a April Peres Lumiares.
En octubre de 1265, Alfonso III de Portugal| Afonso III]] (1248-1279) confirmó la carta a la aldea. Sin embargo, una nueva fase constructiva en sus defensas sólo se habrá producido a partir de la confirmación de este título por el rey  don Dinis (1279-1325), el 27 de octubre de 1285.
Cuando la  crisis de la sucesión portuguesa de 1383-85, Numão se puso del lado de Beatriz, junto con las aldeas y castillos vecinos de  Penedono,  Pinhel,  Sabugal,  Castelo Rodrigo y  Trancoso.
Bajo el corto reinado de  D. Duarte (1433-1438) se estableció aquí uno de  couto de la hacienda (1436), lo que parece indicar cierta dificultad en su asentamiento. La villa recibió al Foral Nuevo Rey Manuel I (1495-1521) el 25 de agosto de 1512. En ese momento era la Encomienda de la Orden de Cristo. El Registro de Población del Reino en 1527, muestra que la aldea de Numão tuvo 15 incendios, y 41 más en sus alrededores.
Con la extinción de la familia Coutinhos por falta de descendientes (1534), la ciudad y su castillo tuvieron su proceso de decadencia agravado: dos siglos más tarde la aldea fue cambiada a una nueva ubicación al pie de la colina. Frei Joaquim de Santa Rosa de Viterbo refiere, en 1798-1799, que el castillo estaba prácticamente en ruinas y que la puerta "que está al Oeste" estaba en una inscripción epigráfica, que transcribió: "Incepit Tvrrem in was MCCXXVII" (correspondiente al 1189 de nuestro calendario).
El  Instituto de Gestión del Patrimonio Arquitectónico y Arqueológico la clasificó como Monumento Nacional por decreto publicado el 23 de junio de 1910.
El gobierno intervino en la segunda mitad de los años 40 procediendo a obras de consolidación y limpieza, reconstrucción de muros, desenterramiento del depósito y recuperación del donjon. Nuevas campañas de obras tuvieron lugar en 1973-1974, debido al derrumbe de una sección al norte de los muros, y en 1984.
A principios del siglo XXI, la municipalidad instaló iluminación escénica.

## Características
Típico castillo de montaña, se eleva sobre una cabeza rocosa, a 677 metros sobre el nivel del mar. Presenta una planta ovalada irregular (orgánica), con elementos de los estilos románico y gótico, ocupando una superficie de 2 hectáreas. Las murallas, amenazadas en un pequeño tramo, están reforzadas por torres (originalmente quince, actualmente seis), algunas de las cuales están adosadas desde el exterior. Cuatro puertas están rasgadas en ellas:
- La Porta de São Pedro, al Este, amueblada por una torre, tiene un arco apuntado, con una cubierta de bóveda de cuna ligeramente apuntada;
- La Puerta de Occidente, de figura similar;
- La falsa puerta (poterna) al sureste, en arco roto; y
- La Puerta Principal, al Sur, abriéndose sólo hasta la imposición del comienzo del arco.

En el centro de la Plaza de Armas se abre un aljibe de planta circular, de unos siete metros de diámetro, sin tapa. Junto a la puerta principal están las ruinas de la Iglesia de Santa Maria do Castelo (en estilo románico) y el cementerio.
La torre del homenaje, en el noreste, tiene una planta cuadrada, con las paredes rasgadas por dos altos huecos y coronadas por perros de decoración geométrica.
En la ladera este, junto a la Puerta de San Pedro y donde había una capilla del mismo nombre, hay una necrópolis con unas 10 tumbas antropomórficas excavadas en la roca, conocida popularmente como el Cemitério dos Mouros.